# Marc Claudi Marcel (cònsol 51 aC)
Marc Claudi Marcel (en llatí Marcus Claudius M. F. M. N. Marcellus) va ser un magistrat romà. Era fill de Marc Claudi Marcel (edil) (Marcus Claudius M. F. M. N. Marcellus), edil curul l'any 91 aC. Formava part de la gens Clàudia i era de la família dels Claudi Marcel.
Apareix com edil curul el 56 aC junt amb Publi Clodi. El febrer d'aquest any va defensar Miló (a petició de Ciceró) acusat per Clodi. També va defensar Marc Escaure i a la mort de Clodi va defensar activament Miló d'aquest càrrec.
Aquell mateix any va ser escollit cònsol pel 51 aC junt amb Servi Sulpici Lemònia Ruf segurament amb el suport de Gneu Pompeu. Durant el seu període es va mostrar un partidari decidit d'aquest i contrari a Juli Cèsar i va trobar l'oposició del seu col·lega i d'algun tribú, mentre Gneu Pompeu no li va donar un suport actiu.
L'any 50 aC, davant la ruptura entre Pompeu i Cèsar que es veia venir, va intentar moderar els pompeians i va urgir al senat per influir en els tribuns per retirar la seva oposició a les mesures proposades pels pompeians; al començament del 49 aC va indicar la necessitat de reclutar tropes per estar preparats. Després va ser un dels primers a sortir de Roma i d'Itàlia i se'n va anar a l'Epir.
Després de la batalla de Farsàlia es va retirar a Mitilene i es va dedicar a la retòrica i la filosofia sense participar en política i Cèsar el va deixar tranquil en una espècie d'honorable exili.
Ciceró li va demanar de tornar assegurant-li el perdó de Cèsar. El seu cosí Gai Claudi Marcel també va demanar el perdó a Cèsar amb el suport del senat i el conqueridor el va perdonar i el va deixar tornar amnistiat i amb tots els seus antics honors. Marcel es va mostrar fred però va iniciar el retorn. En la tornada va passar pel Pireu on es va entrevistar amb el seu antic col·lega Servi Sulpici Ruf (llavors procònsol a Grècia) i allí va ser assassinat per un servidor, Publi Magi Quiló, suposadament per algun ressentiment privat (encara que es va corre el rumor que seguia instruccions de Cèsar). Sulpici li va fer funerals amb els honors corresponents, i va ser enterrat a l'Acadèmia on els atenencs li van erigir un monument pagat amb diners públics.